# Csepreg
Csepreg (in tedesco Tschapring) è una città di 3.454 abitanti situata nella contea di Vas, nell'Ungheria nord-occidentale.

## Amministrazione

### Gemellaggi
- Delnice, Croazia